# Philodendron cretosum
Philodendron cretosum är en kallaväxtart som beskrevs av Thomas Bernard Croat och Michael Howard Grayum. Philodendron cretosum ingår i släktet Philodendron och familjen kallaväxter. Inga underarter finns listade.